# Carlos Tello Díaz
Carlos Manuel Tello Díaz (Cambridge, Reino Unido, 13 de febrero de 1962) es un escritor, articulista, catedrático e investigador mexicano.

## Semblanza biográfica
Es hijo del político y economista Carlos Tello Macías  y de Catalina Díaz Casasús y por tanto, descendiente del general Porfirio Díaz. Es hermano de Javier Tello Díaz, analista político y conductor en Foro Tv. Es doctor en historia por la École des hautes études en sciences sociales (EHESS) y maestro y licenciado en filosofía y letras por la Universidad de Oxford. Ha sido fellow en Cambridge y Harvard y profesor invitado en La Sorbona. Es investigador en la Universidad Nacional Autónoma de México (UNAM). 
Ha colaborado como articulista para la revista Proceso y para el periódico Reforma. Paralelamente fue brigadista en las montañas de Nicaragua y dirigió una expedición al río Amazonas en donde contactó a los miembros del pueblo yanomami. En su libro 2 de julio afirmó que Andrés Manuel López Obrador había aceptado la derrota durante las elecciones federales en México de 2006, esta afirmación fue motivo de polémicas, confrontaciones y críticas con los miembros del Partido de la Revolución Democrática quienes le cuestionaron la veracidad de sus fuentes.

## Obras publicadas
Autor de varios libros, entre los que destacan El exilio: un relato de familia (1993), sobre el exilio mexicano en Europa; La rebelión de las Cañadas (1994), sobre el origen del levantamiento del Ejército Zapatista de Liberación Nacional (EZLN); En la selva (2004); El fin de una amistad (2005); y 2 de julio (2007), sobre la polémica elección presidencial de 2006 en México; "Porfirio Díaz, su vida y su tiempo : La guerra 1830-1867" (2009).